# Station Misie
Station Misie is een spoorwegstation in de Poolse plaats Misie.